# Pat Garrett & Billy the Kid (musikalbum)
Pat Garret & Billy the Kid är ett album av Bob Dylan som släpptes 1973 på Columbia Records som ett soundtrack till filmen Pat Garrett och Billy the Kid, regisserad av Sam Peckinpah.
I filmen spelas huvudrollen som Billy the Kid av Kris Kristofferson, och Bob Dylan själv spelar en mystisk knivkastare vid namn Alias. Soundtracket innehåller bland annat den välkända "Knockin' on Heaven's Door", och enligt expertisen blev jobbet med filmen och soundtracket ett avstamp för Dylan att flytta från östkusten till västkusten.

## Låtlista
Samtliga låtar skrivna av Bob Dylan:
1. "Main Title Theme (Billy)" - 6:06
2. "Cantina Theme (Workin' for the Law)" - 2:56
3. "Billy 1" - 3:55
4. "Bunkhouse Theme" - 2:15
5. "River Theme" - 1:28
6. "Turkey Chase" - 3:34
7. "Knockin' on Heaven's Door" - 2:32
8. "Final Theme" - 5:23
9. "Billy 4" - 5:03
10. "Billy 7" - 2:07